# IFK Värnamo
Die Idrottsföreningen Kamraterna Värnamo ist ein schwedischer Sportverein aus Värnamo. Die Fußballmannschaft des Klubs spielt zurzeit (2023) in der ersten schwedischen Liga.

## Geschichte
Die IFK Värnamo wurde 1912 gegründet. 1930 stieg die Mannschaft in die dritte Liga auf, 1934 schaffte sie als Staffelsieger der Division 3 Sydöstra den Aufstieg in die Zweitklassigkeit. Nachdem im ersten Jahr ein achter Tabellenrang erreicht wurde, verpasste sie im Folgejahr den Klassenerhalt. Im Anschluss an den direkten Wiederaufstieg schien sich der Verein in der zweiten Liga etablieren zu können, musste aber 1941 den erneuten Abstieg hinnehmen.
In der dritten Liga spielte IFK Värnamo um die Rückkehr in die zweite Liga. 1945 erreichte der Klub die Aufstiegsrunde, scheiterte dort jedoch nach einer 1:5-Niederlage und einem 0:0-Unentschieden an BK Derby. Im Folgejahr zog er erneut in die Aufstiegsrunde ein und konnte sich dieses Mal gegen Finspångs AIK durchsetzen, verpasste jedoch in der zweiten Liga abermals den Klassenerhalt. Nach einigen Jahren im Mittelfeld der Liga stieg die Mannschaft 1951 in die Viertklassigkeit ab und pendelte in den folgenden Jahren bis 1955 zwischen den Spielniveaus. Anschließend spielte sie bis zum erneuten Abstieg 1961 drittklassig.
Nachdem die IFK Värnamo mehrfach nur knapp die Rückkehr in die Drittklassigkeit verpasst hatte, gelang 1966 der erneute Aufstieg und der anschließende Durchmarsch in die zweite Liga. Hier spielte sie drei Spielzeiten um den Klassenerhalt, ehe nach dem Abstieg 1970 der Absturz in die vierte Liga folgte. 1979 gelang für eine Spielzeit die Rückkehr in die dritte Liga und bis zum erneuten Aufstieg 1983 gehörte sie zu den führenden Mannschaften der vierten Liga. In den folgenden Jahren pendelte sie zwischen drittem und viertem Spielniveau. Ende der 1980er Jahre etablierte sie sich in der dritten Liga, musste aber 1995 erneut absteigen.
IFK Värnamo stärkte in der Folge seinen Ruf als Fahrstuhlmannschaft und pendelte erneut zwischen den Spielklassen. Anfang des neuen Jahrtausends etablierte sich die Mannschaft in der Drittklassigkeit. 2005 gelang als Tabellenvierter der Division 2 Södra Götaland die Qualifikation zur neuen zweigleisigen Division 1. Hier erreichte der Verein zunächst mehrfach Mittelfeldplätze. In der Spielzeit 2010 setzte sich der Klub frühzeitig an der Tabellenspitze fest, die bis zum Saisonende gegen die Verfolger Qviding FIF und IF Sylvia verteidigt wurde. Als Staffelsieger kehrte der Klub nach vierzig Jahren im unterklassigen Ligabereich in die Zweitklassigkeit zurück. In der Saison 2011 schaffte man schließlich in der Relegation gegen Väsby United den Klassenerhalt.
Auch in den Jahren 2012 und 2013 gelang der Verbleib in der Superettan nur über die Relegation. Zwischen 2014 und 2016 belegte der Klub Plätze im unteren Mittelfeld der Tabelle. Nach einem sechsten Rang in der Spielzeit 2017 musste Värnamo in der folgenden Saison erneut in die Relegation und stieg nach einem 0:1 und einem 2:2 gegen Syrianska FC in die Division 1 ab. Als Meister der Südstaffel kehrte der Verein 2020 in die Superettan zurück. Dort gelang 2021 der Durchmarsch und erstmalige Aufstieg in die Fotbollsallsvenskan.

## Trainer
- Gunnar Gren (1965–1966)
- Jonas Thern (2010), (seit 2019)

## Spieler
- Michael Svensson (1993–1996)
- Pär Cederqvist (1996–2002)
- Viktor Bergh (2023–2024)